# كيسي جونسون
كيسي جونسون (بالإنجليزية: Casey Johnson)‏ هي كاتِبة وعارضة ورائدة أعمال وممثلة أمريكية، ولدت في 24 سبتمبر 1979 في فلوريدا في الولايات المتحدة، وتوفيت في 4 يناير 2010 في لوس أنجلوس في الولايات المتحدة بسبب السكري.

## وصلات خارجية
- كيسي جونسون على موقع IMDb (الإنجليزية)
- كيسي جونسون على موقع كينوبويسك (الروسية)